# Angie Zelter
Angie Zelter (Londres, 5 juin 1951) est une militante britannique anti-guerre et anti-nucléaire. Elle est la cofondatrice de Trident Ploughshares.